# Da Mouth
Da Mouth (chinois : 大嘴巴 ; chinois traditionnel : 大嘴巴 ; pinyin : dà zuǐbā ; litt. « Grande bouche ») est un groupe taïwanais de mandopop et hip-hop, originaire de Taipei, actif entre 2007 et 2016. Le groupe remporte le prix du meilleur groupe de chanteurs aux à la 19e édition des Golden Melody Awards et à la 22e édition des Golden Melody Awards en 2011.

## Histoire
Ils sont considérés comme les Black Eyed Peas asiatiques en raison de la diversité du groupe. Le nom chinois du groupe se traduit directement par « Grande bouche ». Leur nom de groupe anglais est dérivé de la concaténation du caractère chinois pour « grande » (大), qui lorsque romanisé en utilisant le pinyin devient « dà » et la traduction de la deuxième moitié de leur nom de groupe chinois.
Le groupe est formé par MC40 (薛仕凌), un Canadien d'origine taïwanaise, Harry (張懷秋), un DJ japonais d'origine taïwanaise, Chung Hua (宗華), et une chanteuse japonaise, Aisa (千田愛紗). Harry a grandi dans le comté de San Mateo, en Californie, dans les environs de San Francisco. MC40 a grandi à Vancouver, au Canada. Il écrit la plupart des paroles de Da Mouth sur l'album et est considéré comme l'un des meilleurs et des plus rapides rappeurs de Taïwan grâce à sa capacité à rapper en plusieurs langues. Aisa est née au Japon et était à l'origine membre des Sunday Girls de l'émission télévisée taïwanaise populaire Super Sunday avant de rejoindre le groupe. DJ Chung Hua déménage au Japon avec ses parents à l'âge de 14 ans. Il est connu comme le producteur du groupe et remporte de nombreux prix de DJ au niveau international.
Leur premier album, intitulé Da Mouth, sort le 16 novembre 2007. En 2010, ils sortent leur troisième album One Two Three (万凸3). Le titre phare 喇舌 se classe 42e au Hit Fm Annual Top 100 Singles Chart (Hit-Fm年度百首單曲) de Taïwan pour 2010.

## Discographie
- 2007 : Da Mouth (Universal Music)
- 2008 : 王元口力口 (Wang Yuan Kou Li Kou) (Universal Music)
- 2010 : 万凸3 (One Two Three) (Universal Music)
- 2012 : 流感 (Influence) (Universal Music)
- 2015 : 有事嗎？ (Back to the Future) (Universal Music)

## Distinctions
|      | Année                    | Prix                  | Catégorie                   | Résultat | Réf   |
| ---- | ------------------------ | --------------------- | --------------------------- | -------- | ----- |
| 2008 | 19e Golden Melody Awards | Meilleur groupe vocal | Da Mouth pour Da Mouth      | Lauréat  | [ 1 ] |
| 2011 | 22e Golden Melody Awards | Meilleur groupe vocal | Da Mouth pour One Two Three | Lauréat  | [ 2 ] |